# 戦友駅
戦友駅（チョヌえき、朝鮮語：전우역）は、朝鮮民主主義人民共和国平壌市にある平壌地下鉄千里馬線の駅。革新線（戦勝駅）との乗換駅である。

## 駅構造

### 駅舎
地上に改札を有する駅舎がある。

### ホーム
島式ホーム1面2線の地下駅である。2020年のリニューアル後は、地下ホールから連絡通路、エスカレーターに三池淵市や仲坪野菜温室農場、陽徳温泉文化休養地、倉田通り、未来科学者通り、黎明通りなどの風景画が飾られている。『朝鮮新報』は、「祖国解放戦争での勝利をさらなる勝利へとつなげ、新たな文明を創造していく人々の力強さ、社会主義制度の優位性が表現されている」と評した。

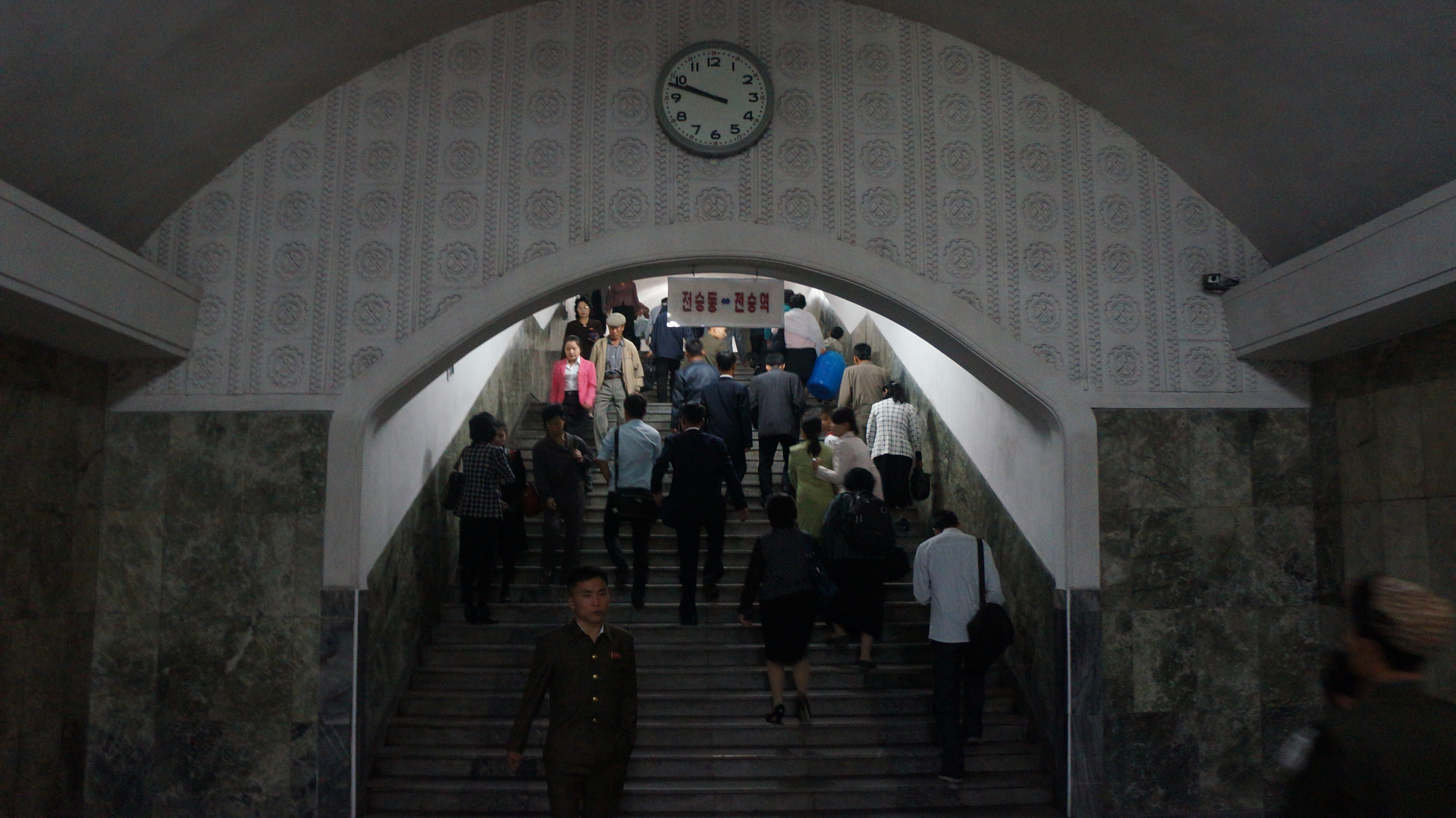
地下通路 案内板には「戦勝洞⇔戦勝駅」と書かれている。右上には監視カメラが見える。
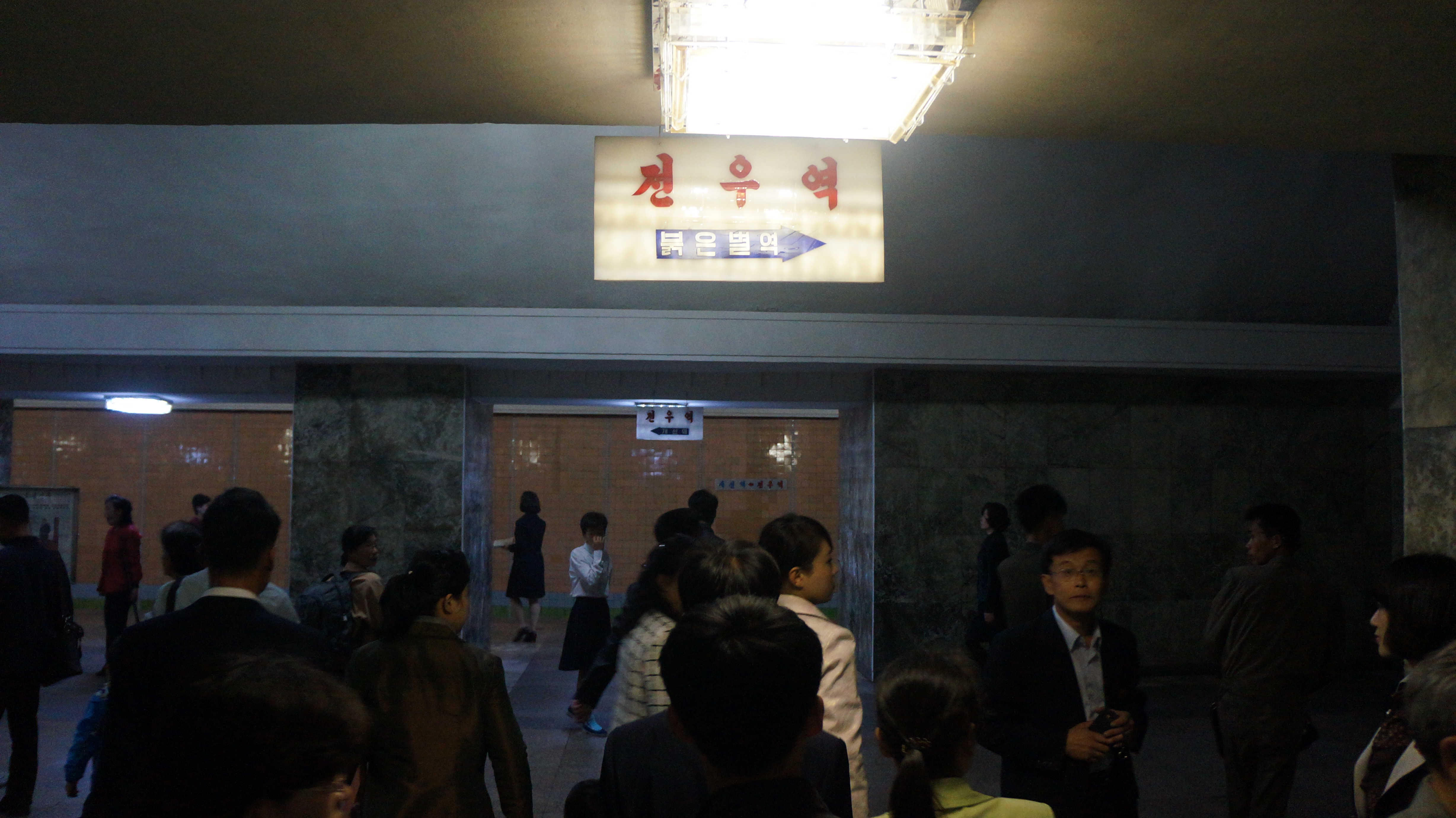
駅構内の地下通路 天井の案内板には、赤字で「戦友駅」とあり、矢印には「赤い星駅」（手前）、「凱旋駅」（奥）と書かれている。
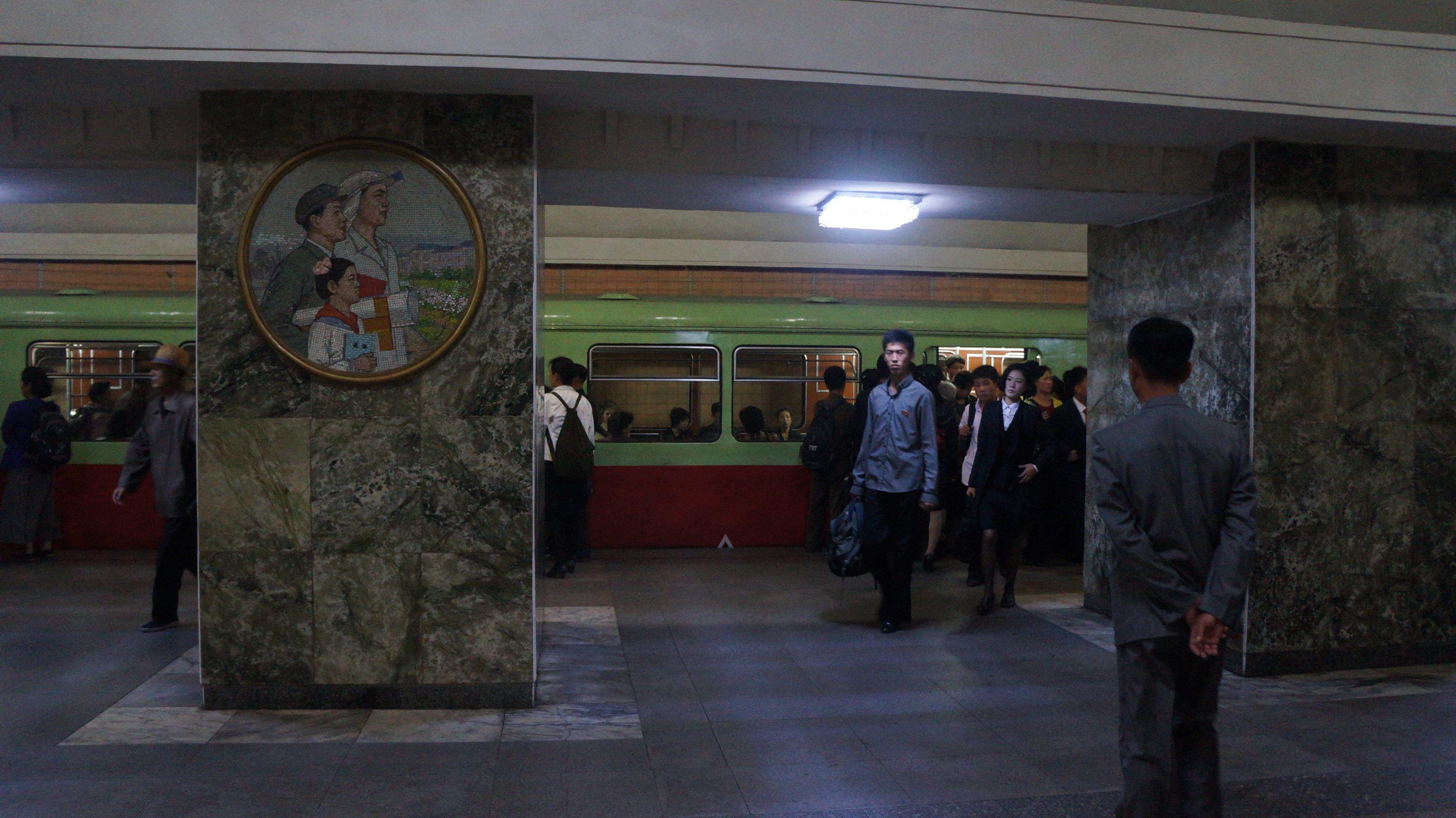
駅ホーム

## 駅周辺
- 4・25文化会館
- 中国大使館
- 地下鉄革命事績館
- 戦勝映画館
- 朝鮮労働党3号庁舎
- 朝鮮中央放送委員会
- 戦勝革命事績館
- 金日成総合大学
- 綾羅島

## 歴史
- 1973年9月6日 - 千里馬線の烽火駅-赤い星駅間の開通に伴い開業。
- 2020年6月13日 - 駅舎及び駅構内のリニューアルが報じられる[1][2]。

## 隣の駅
平壌地下鉄
千里馬線
凱旋駅 - 戦友駅 - 赤い星駅